# Phim xã hội đen Hồng Kông
Phim xã hội đen Hồng Kông (tiếng Anh: heroic bloodshed; giản thể: 英雄式血洒; phồn thể: 英雄式血灑; bính âm: yīng xióng shì xiě sǎ; Việt bính: jing1 hung4 sik1 hyut3 saa2; Hán-Việt: anh hùng thức huyết sái; tạm dịch là "anh hùng đổ máu") là một nhánh của dòng phim hành động Hồng Kông, nội dung xoay quanh những pha hành động đẹp mắt và những khung cảnh đầy kịch tính như tình nghĩa anh em (tình huynh đệ), trách nhiệm, bổn phận, danh dự, chuộc lỗi, trả nợ và bạo lực. Nó cũng đã trở thành thể loại phim phổ biến của nhiều đạo diễn khác nhau trên khắp thế giới. Soạn giả Rick Baker định nghĩa thể loại này là "một dòng phim hành động Hồng Kông đặc trưng với rất nhiều cảnh đấu súng (gun fu) và nhiều dân giang hồ hơn là các yếu tố võ thuật kung fu cùng rất nhiều cảnh đổ máu và nhiều pha hành động."

## Lịch sử
Bộ phim mang tính đột phá của đạo diễn Ngô Vũ Sâm có tựa đề A Better Tomorrow (1986) (tên ở Việt Nam: Anh hùng bản sắc) đã tạo bản lề cho dòng phim xã hội đen Hồng Kông.
Thể loại phim này có tác động đáng kể lên nền điện ảnh thế giới, đặc biệt là tại Hollywood. Cảnh hành động, phong cách, phép ẩn dụ và kiểu cách được xây dựng trong các bộ phim xã hội đen Hồng Kông thập niên 1980 sau này đã được Hollywood áp dụng rộng rãi trong thập niên 1990, cải tổ lại cách làm phim hành động cũ của Hollywood.